# Fauna de Argentina

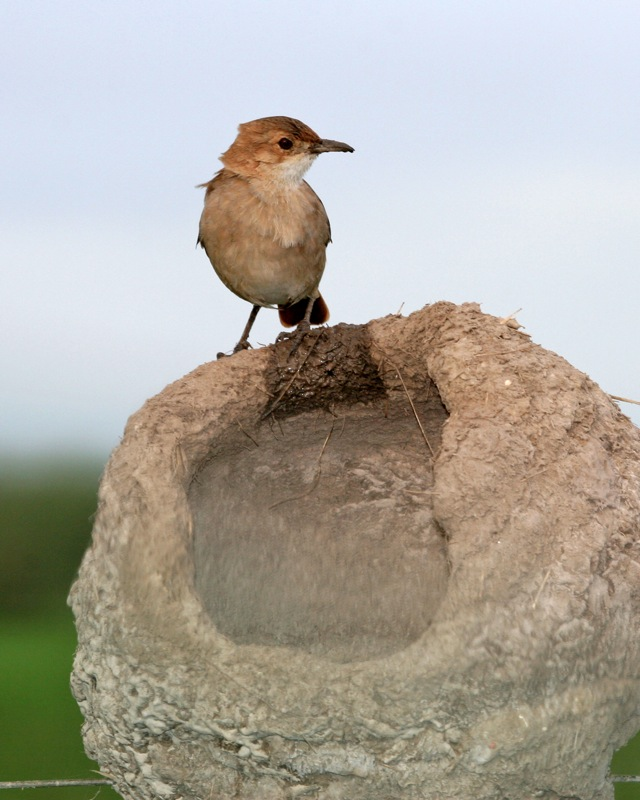
Un hornero, ave nacional de Argentina, sobre su típico nido.

El territorio argentino incluye una gran variedad de biomas y biotopos, debido a su extensión y variedad climática condicionada por factores tan diversos como la latitud, altitudes, condiciones edafológicas, etc. Esta variedad tiene como consecuencia una importante diversidad en la fauna autóctona. Para entender la existencia de las especies animales es necesario entender cómo es la red trófica de cada ecosistema y dentro de ella, la de cada biotopo, pero en el caso de Argentina una explicación en detalle resulta casi imposible precisamente debido a su gran diversidad ecológica.
Buena parte de la fauna de mamíferos argentinos llegaron hace miles o millones de años desde América del Norte; siendo relativamente pocos los que procediendo del antiguo megacontinente de Gondwana han sobrevivido hasta el presente. Entre estos últimos, los más destacados son los armadillos, osos hormigueros, y marsupiales como las zarigüeyas, el monito del monte o la comadreja colorada y primates (todos platirrinos). 
De este modo el territorio argentino (como el de todo el Cono Sur) es señalado como parte de la región faunística y la ecozona neotropical, el clima templado y frío de gran parte del territorio han generado endemismos y evoluciones convergentes y han permitido rápidas aclimataciones de especies provenientes de la región holártica, ya sea de las debidas desde hace ca 9 millones de años por el Gran Intercambio Americano o a las producidas hace medio milenio y hasta el presente. 
En el norte tropical y mayormente subtropical se encuentra una gran cantidad de especies animales. Hay grandes felinos como el yaguareté, el puma, y el ocelote; grandes cánidos como el aguará guazú o lobo de crin, el úrsido llamado oso de anteojos; primates como los monos aulladores y el mono caí; reptiles grandes como dos especies de yacarés. Otros animales son el tapir, los carpinchos, dos especies de osos hormigueros, el hurón mayor, tres especies de pecaríes, la nutria gigante, el coatí, y varias especies de tortugas.
En la zona subtropical de la Argentina existen muchas aves como el águila harpía (la mayor ave predadora del continente), decenas de especies de diminutos colibríes, tres especies de flamencos, cinco especies de tucanes y diversas especies de loros. Las praderas centrales están pobladas por los tatúes, el colo colo, y el ñandú o avestruz sudamericana. Los halcones, diversos patos así como las garzas y las perdices, también habitan la zona, al igual que varias especies de ciervos y zorros. Algunas especies se extienden hacia la Patagonia.
Las montañas occidentales son el hogar de diversos animales. Entre ellos están la llama, la taruca, el guanaco y la vicuña, que son algunas de las especies más reconocibles de Sudamérica. También en esta región están el gato andino y el cóndor. Este último es el ave voladora de mayor tamaño del mundo, así como también una de las que vuela hasta mayores alturas.
En la Argentina meridional habitan el puma, el huemul, el pudú (el ciervo más pequeño del mundo) y el introducido jabalí. La costa de la Patagonia es rica en vida animal: el elefante marino, el lobo marino, el león marino, y diversas especies de pingüinos. En el extremo sur se encuentran los cormoranes, que se alimentan de peces.
Las aguas territoriales de la Argentina tienen abundante vida oceánica; están los mamíferos como los delfines y las ballenas. Una de las ballenas más destacadas es la ballena franca, junto con las orcas son el gran atractivo turístico de península Valdés y Puerto Madryn. Los peces marinos incluyen las sardinas, las merluzas, los salmones, y los cazones; también está presente el calamar y la centolla en Tierra del Fuego. Los ríos y las corrientes en la Argentina tienen muchas especies de peces de agua dulce como las truchas y un pez sudamericano como el dorado. Según la cultura general, el pez Nacional Argentino es el Surubí.
Argentina y el subcontinente sudamericano en general se caracterizan por su abundante y extraordinaria avifauna, existiendo en la Argentina continental americana unas 1400 especies de aves de todo tipo, aunque cuantitativamente se destacan mucho solo algunas decenas y muchas de ellas (a causa del ser humano) bajo riesgo de extinción.  A inicios del presente siglo XXI hay unas 400 especies de mamíferos en el país, (En el año 2019 tras casi una década de estudio  se  descubrieron 15 nuevas especies de mamíferos argentinos) más de un cuarto (98 especies) está en peligro de extinguirse, casi todas por causas humanas. Las especies de ofidios que habitan en la Argentina incluyen a la boa constrictora, a la venenosa yarará y a la serpiente de cascabel.

## Ecorregiones

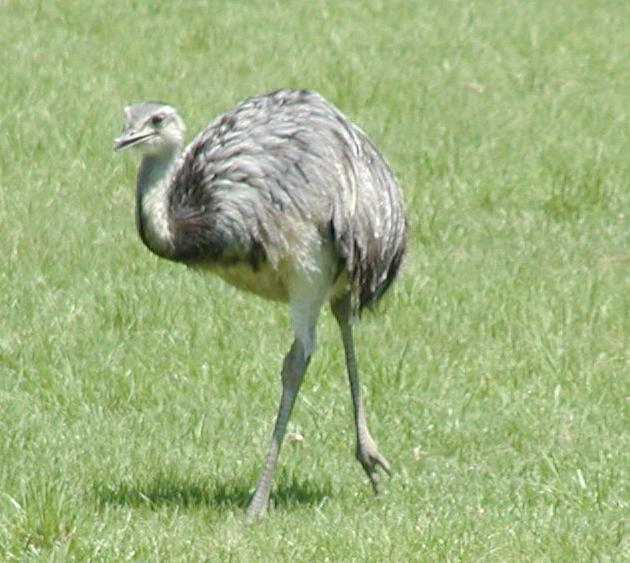
Ñandú presente en zonas de pastizales de la región chaqueña, mesopotámica, pampeana y norte de la Patagonia.

El territorio argentino se divide en las siguientes regiones naturales (norte a sur) :
- Puneña y andina del noroeste
- Chaqueña
- Mesopotámica
- Pampeana
- Cuyana
- Andinopatagónica
- Patagónica extraandina
- Oceánica
- Subantártica
- Antártica

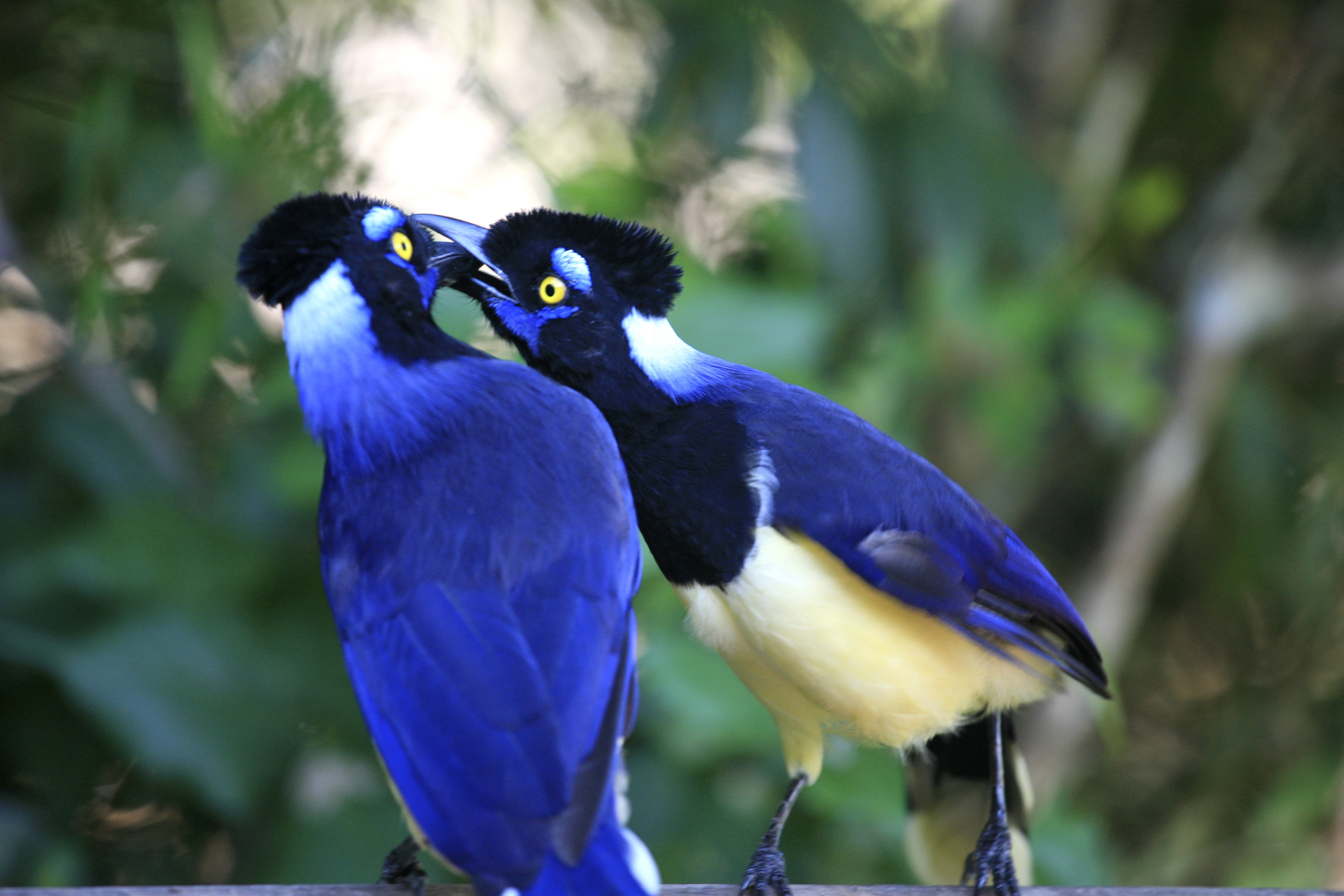
Pareja de macho y hembra de urraca de cresta alborotada.

Los límites de las regiones tienden a desdibujarse en cuanto a su aspecto faunístico: por ejemplo el puma se encuentra en casi toda la Argentina continental americana.
En todo caso existen especies naturalmente más vinculadas a determinados biomas que otras, es decir especies que constituyen biocenosis : por ejemplo los monos se encuentran exclusivamente en las zonas selváticas o boscosas más cálidas de Argentina.
Dos factores principales son los que "fijan" a una determinada región a una especie animal semoviente: la base de la red trófica (en especial los vegetales que sirven de alimento) y el clima al cual está especialmente adaptada cada especie; es decir un sistema fenológico (véase: Clima de Argentina) que se trasunta en ecosistemas. Obviamente, las especies acuáticas tendrán en la presencia de suficiente agua y tipo de medio acuático el específico factor condicionante para su distribución geográfica.
A continuación se presenta una descripción de la fauna de cada región, destacándose los principales vertebrados en cada caso.

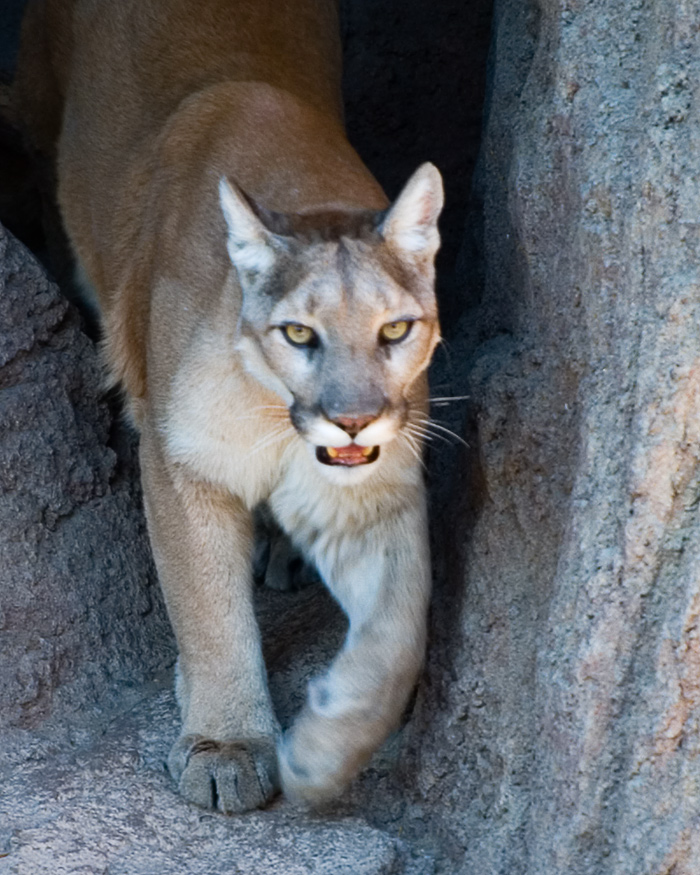
Puma o "león americano".

### Puna y Noroeste argentino

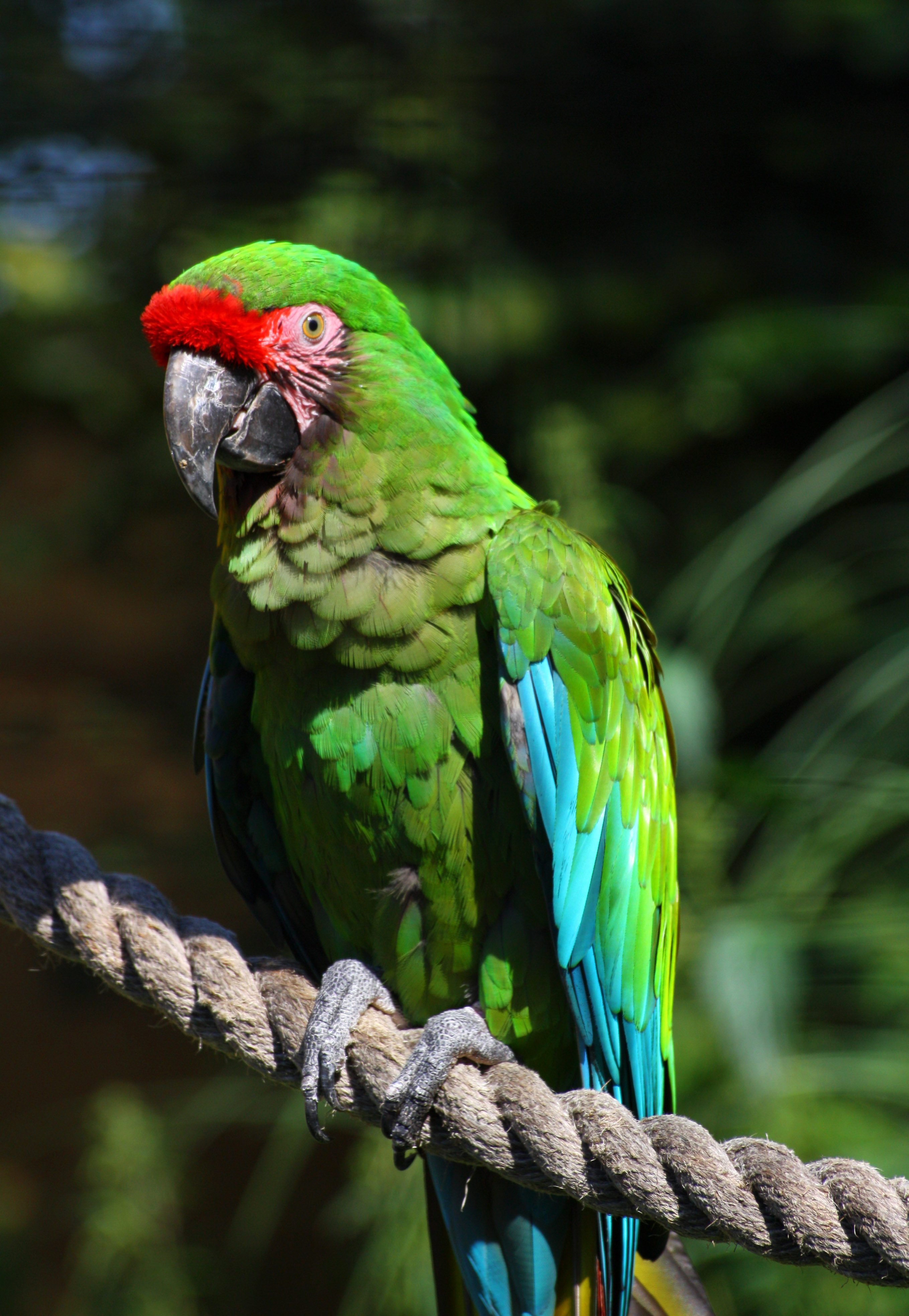
Papagayo verde o Ara militaris presente en las yungas meridionales.

En el desierto puneño, o Puna, caracterizado por extremas variaciones térmicas entre el día y la noche y entre el estío y el invierno, con tórridas y gélidas temperaturas según el momento, encontramos a la chinchilla, la vicuña, el gato andino, el cóndor y en los muy alcalinos y salados lagos puneños enormes bandadas de tres especies de flamencos: el austral, la parina chica, y la parina grande; aquí el único superpredador es el puma. Al este de la zona puneña, en tierras más bajas, húmedas y fértiles la fauna aumenta su diversidad: el puma le deja el rango de superpredador focal al yaguareté; el oso de anteojos ha sido el que más ha mermado por acción antrópica, encontrándose ejemplares en las yungas del norte de Salta y Jujuy; su área de difusión hace cinco siglos llegaba, por lo menos, hasta las sierras de Ancasti en Catamarca.[cita requerida] En la zona intermedia de valles y quebradas secas se encuentran auquénidos domésticos como la llama y la alpaca, destacándose entre las aves un ñandú, el surí de la puna o cordillerano. En las selvas de la yunga se encuentran la ardilla colorada o nuecero, el mono caí yungueño, pavas como la pava de monte y la charata, y una de las mayores águilas del planeta: la majestuosa águila poma y lechuzas y lechuzones como el caburé tucumano (Glaucidium tucumanum), o palomas exclusivas de la región como la "tucumana" palomita de Moreno de la especie Metriopelia morenoi. En la misma ecorregión noroestina se encuentra diversas ranas del género Oreobates y sapos como el gran sapo buey o rococó (Rhinella schneideri). En los pastizales de altura se encuentra la taruca. Como en casi toda la Argentina continental americana son aquí también frecuentes los zorros y diversas especies de armadillos, en especial el quirquincho, de esta región argentina procede una de las pocas auténticas razas de perros precolombinos argentinos: el Perro Pila Argentino (perro pelado argentino) en sus dos variedades "chaqueña" y "andina". Uno de los pájaros cánoros más conocidos es el chalchalero (Turdus amaurochalinus) llamado así por su supuesta preferencia en anidar sobre las ramas del árbol llamado chalchal. Y el cachilo  (Zonotrichia capensis) que es conocido más al sur como "chingolo".

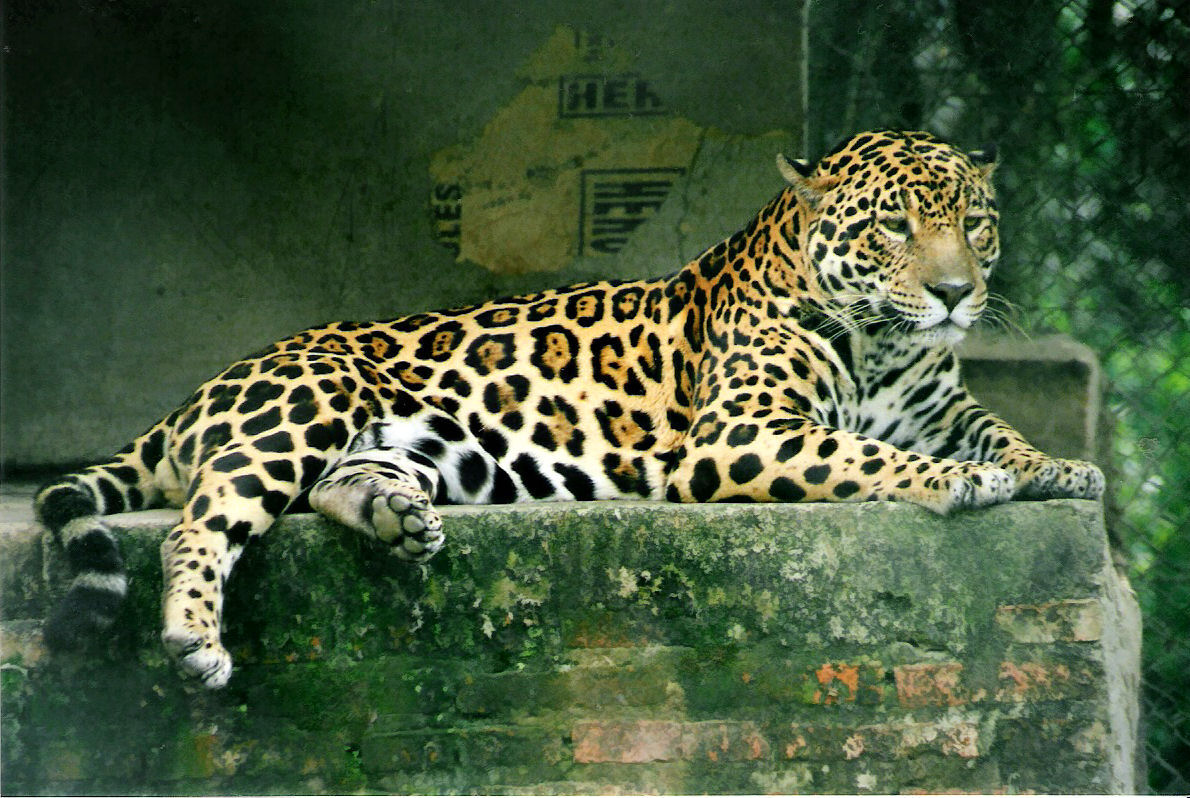
Yaguar o yaguareté o "tigre" en la provincia de Formosa.

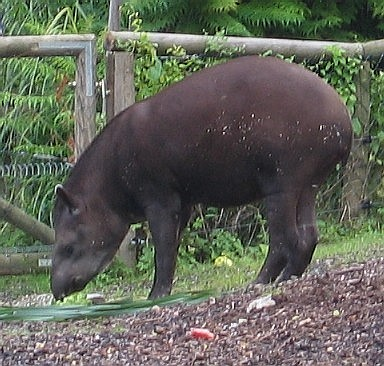
Tapir americano

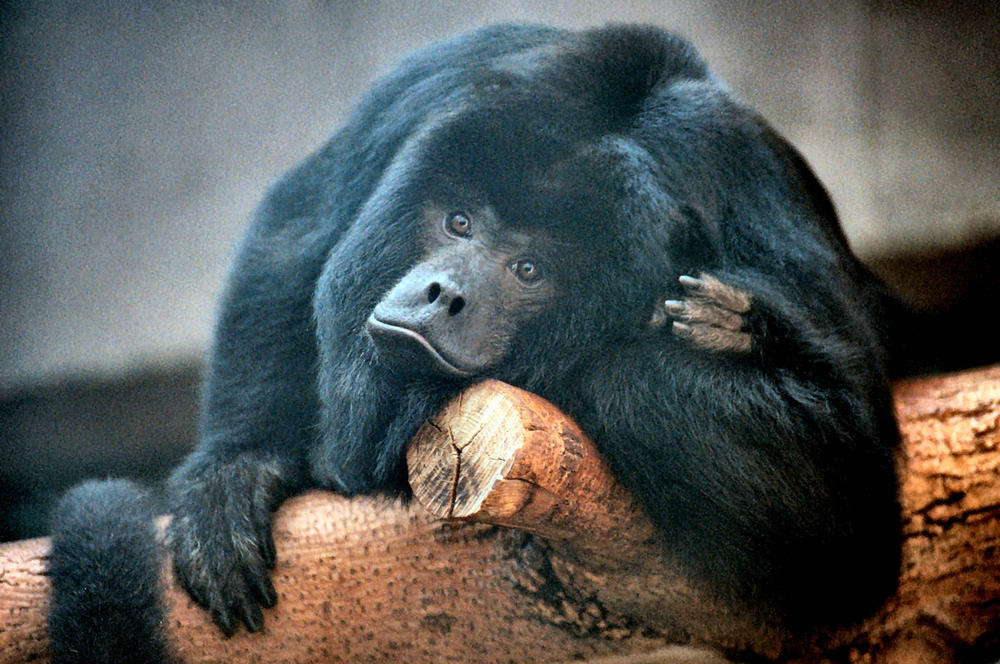
Carayá o mono aullador.

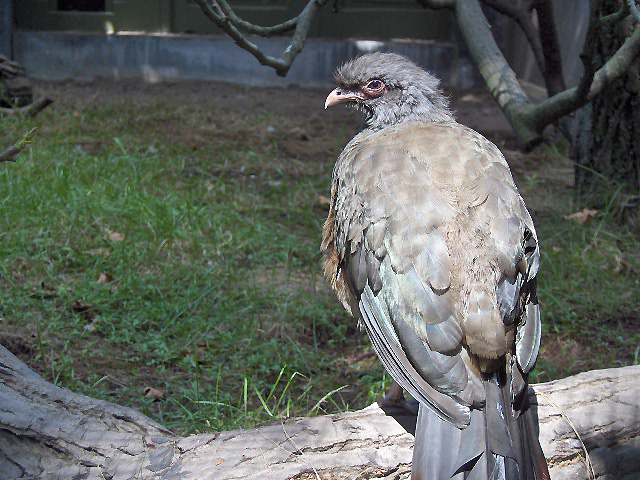
Pava de monte de la especie charata (Ortalis canicollis)

### Región Chaqueña
Región muy depredada por el ser humano durante el siglo XX, con un bioma de bosque tropical y selva de galería, y con dos estaciones muy desiguales en cuanto a la distribución de las precipitaciones: la seca invernal y la húmeda estival. Naturalmente habitan en la región chaqueña especies de fauna mayor: yaguareté, puma, ocelote, yaguarundí (Herpailurus yaguarondi), margay, tigrina (Leopardus tigrinus), tres especies de pecaríes, tapir Tapirus terrestris, el yurumí u oso hormiguero gigante, tamandua u oso mielero (Tamandua tetradactyla), coendú, y pequeños carnívoros como el zorro de monte (Cerdocyon thous) y el mapache austral (Procyon cancrivorus ); monos como el carayá, el miriquiná, y en el bajo río Pilcomayo el caí. Entre los cánidos autóctonos se destacan el aguará guazú, el Speothos venaticus también conocido como zorro vinagre o zorro pitoco, y zorros como el aguará chaí (Pseudalopex gymnocercus ), abundan los armadillos, destacando especialmente el gigante llamado tatú carreta (Priodontes maximus), los ciervos como el ciervo de los pantanos o guazú pucú, el guazú virá o guazuncho (Mazama gouazoubira) así como el mustélido llamado hurón mediano (Galictis cuja). En las aguas viven yacarés negros (Caiman yacare), yacarés overos (Caiman latirostris) y carpinchos, así como un peces de importancia deportiva: el dorado (Salminus maxillosus).
La región chaqueña argentina posee entre los especímenes de su fauna al guanaco y al guazú ti o venado de las pampas, un conejo autóctono llamado tapetí común, o roedores mayores como el conejo de los palos o mara del Chaco, así como diversas gallináceas llamadas pavas o yacús, por ejemplo el yacú común (Penelope obscura), y la charata (Ortalis canicollis); gruiformes heliornítidos como el pato candil (Heliornis fulica) o también chuñas como la chuña de patas rojas , la chuña de patas negras , la paloma picasuró (Patagioenas picazuro), y la palomita azulada (Claravis pretiosa) , el loro hablador (Amazona aestiva), la garza mora (Ardea cocoi); uno de los pájaros típicos de la zona (y que habita hasta el norte de la región pampeana) es el crespín (Tapera naevia) entre otras muchas especies.

### Mesopotamia argentina

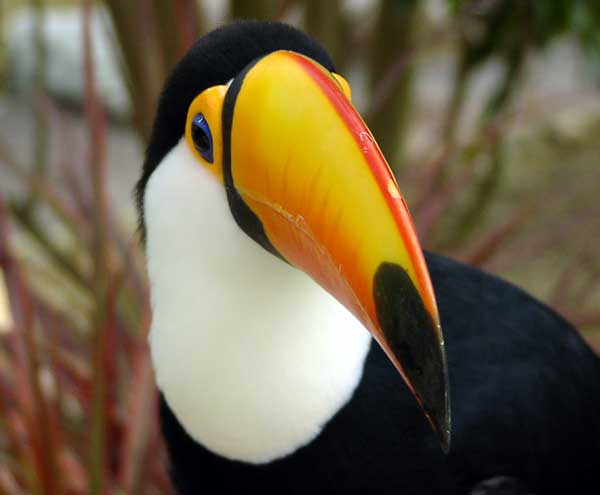
Tucán grande (Ramphastos toco)

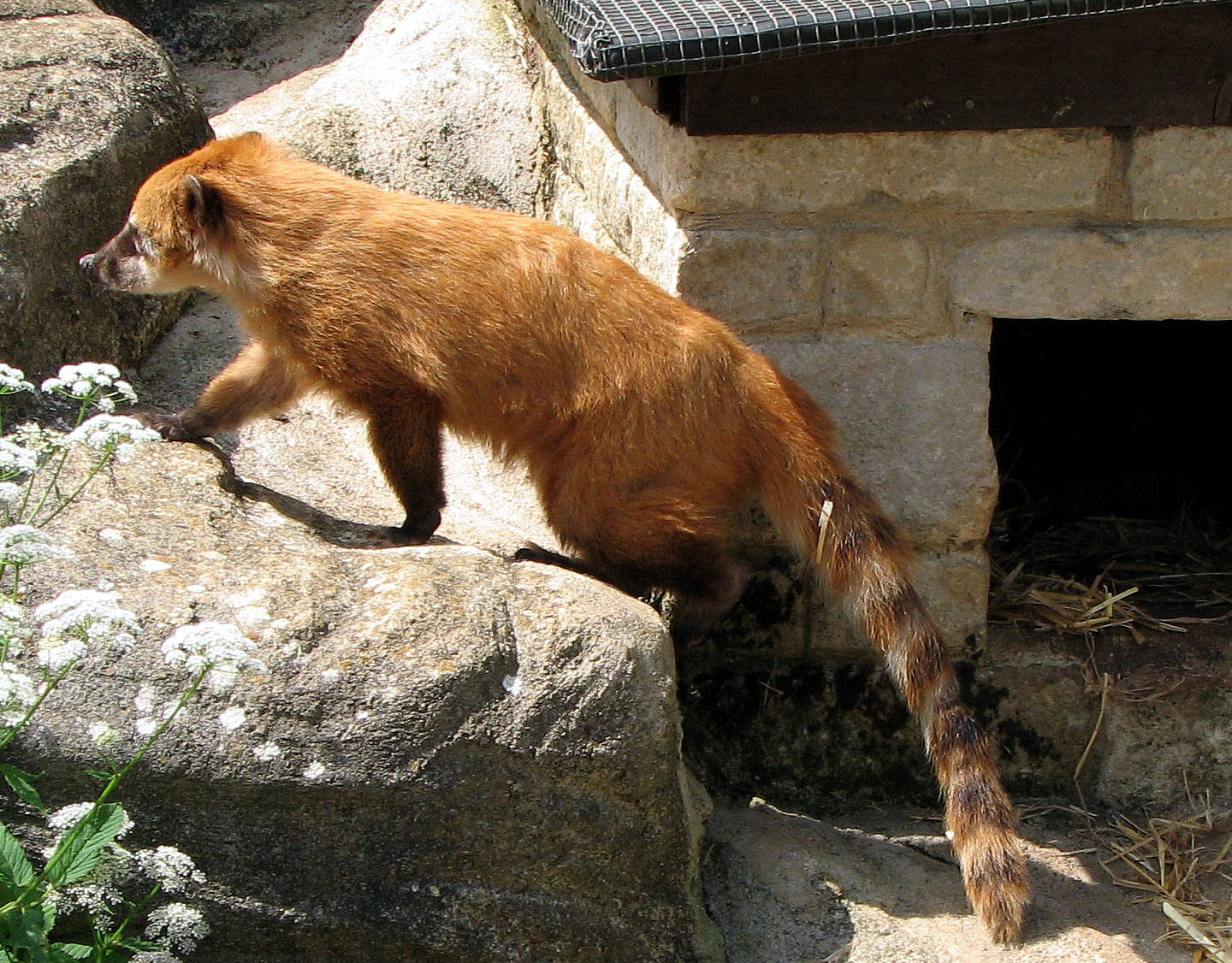
Coatí

Por el clima y la flora; la fauna de la Mesopotamia argentina es similar a la de la región chaqueña aunque se distingue de esta por la mayor variedad de ictiofauna: pacú (Piaractus mesopotamicus), surubí (Pseudoplatystoma), manguruyú (Zungaro zungaro), patí (Luciopimelodus pati), dorado (Salminus maxillosus), boga (Leporinus obtusidens), armado, chafalote, tararira (Hoplias malabaricus), pira pita (Brycon orbignyanus) , así como especies de la familia Callichthyidae capaces de respirar aire atmosférico en períodos de sequía. Las antecitadas son las especies más conspicuas de las más de cuatrocientas especies de peces que viven en las aguas de esta región. También posee una variada avifauna: el ñandú es aquí más frecuente que en la región chaqueña, lo mismo que el caraú (Aramus guarauna), la jacana (Jacana jacana), chajás, las lechuzas, búhos (como el ñacurutú), ñandays (Nandayus), chirirís (Brotogeris chiriri), hocó colorado (Tigrisoma lineatum), loros y en especial guacamayos y papagayos (es probable que todavía se encuentren ejemplares de guacamayo rojo / Ara chloropterus), o las garzas ( en la avifauna de esta región también se destacan colibríes y, en la Selva Paranaense, 5 especies de tucanes, palomas yerutíes y palomita morada (Paraclaravis geoffroyi), tuquitos rayados (Empidonomus varius), urracas coloridas como la urraca de cresta alborotada (Cyanocorax chrysops), codornices (urú), y la gran águila harpía (la mayor de las águilas del planeta) , en las selvas del extremo norte se encuentran aves pedestres del género Tinamidae como las llamadas macucos (Tinamus solitarius) o los que hasta hace poco (2015) se creían extintos como el bailarín castaño (Piprites pileata) o el maracaná lomo rojo (Primolius maracana). Debido a la gran cantidad de cursos de agua y humedales, abundan naturalmente en la región mesopotámica los carpinchos o capibaras, los tapires, las pseudonutrias llamadas quillá o (en el sur) coypú o coipo (Myocastor coypus), los marsupiales acuáticos yapoks (Chironectes minimus) y algunos mamíferos esquivos félidos como el predador focal yaguar o yaguareté, el puma (Puma concolor), el gato montés (Oncifelis geoffroyi), el yaguarundí o gato moro (Herpailurus yaguarondi) y otros félidos como los "gatos tigres" (Leopardus wiedii) y (Leopardus tigrinus), y cánidos como el aguará guazú o lobo de crin (Chrysocyon brachyurus), zorro de monte o zorro cangrejero (Cerdocyon thous), y el zorro vinagre (Speothos venaticus) . Adaptados a sus densas selvas húmedas se encuentran mamíferos de pequeño porte tales como los perezosos bayos, mapaches como el osito lavador (Procyon cancrivorus) y coatís, agutís (Dasyprocta azarae) y pacas o los tamandúas. También es mayor que en el chaco la frecuencia aguará guazús o lobos de crin, ciervos como el ciervo de los pantanos o la corzuela parda, o entre los grandes reptiles los yacarés y entre los medianos a lagartos como la iguana overa (Salvator merianae) o, también entre los reptiles; grandes ofidios inofensivos para el ser humano: la ñacaniná y las anacondas. Aunque en vías de extinción por la indiscriminada caza, en los cursos fluviales y humedales se destaca la nutria gigante o ariray (antes se conocía con el nombre de yaguaruí, ha sido completamente extinguida durante el siglo XX). La región mesopotámica (incluyendo en ella al Delta del Paraná) es actualmente el límite sur de hábitat del ciervo de los pantanos o guazú pucú (Blastocerus dichotomus).

### Pampa

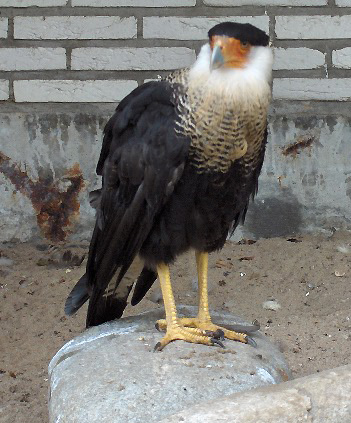
Carancho o caracara (polyborus plancus).

Es la región de toda Sudamérica que mayores modificaciones antrópicas ha sufrido, en la actualidad casi toda la Pampa Húmeda es un gran antroma.
Hasta fines del siglo XIX , entre los mamíferos abundaban los rebaños de venados de las pampas y guanacos, así como eran muy comunes los armadillos: peludo, mulita, tatú, quirquincho, los zorros (en especial el zorro colorado y el zorro chilla), gatos monteses (Leopardus geoffroyi), el puma (Puma concolor), las vizcachas los zorrinos, y marsupiales comadrejas como la comadreja overa. Eran frecuentes los "tigres" o yaguaretés (o, yaguares, extinguidos en la región pampeana durante la segunda mitad del siglo XIX), por otra parte dentro de la región pampeana se encontraban los límites meridionales del carpincho (Hydrochoerus hydrochaeris), el ciervo de los pantanos, el pecarí y el aguará guazú y entre los roedores el cuís o aperea.. En sus aguas litorales e incluso en el Río de la Plata se encuentra el delfín franciscana (Pontoporia blainvillei). 
Entre los reptiles se destaca la curiyú y la tortuga terrestre común (Geochelone chilensis) que en Argentina es frecuentemente una mascota doméstica.
Entre los anfibios se cuentan diversas especies de sapos y ranas siendo típico el escuerzo común (Ceratophrys ornata).  
La avifauna de esta región es muy variada, destacándose el hornero (que ha llegado a ser, por su curioso nido, uno de los animales emblemáticos de Argentina), las "perdices" -en realidad aves corredoras muy semejantes a las perdices, aunque del grupo de los tinámidos, por ejemplo los inambúes-, las garzas como la garza blanca (Ardea alba) , junto con la región cuyana es el área sur de expansión de la cigüeña americana (Ciconia maguari); habtando también este bioma las gallaretas, los caranchos, chimangos, aguiluchos, loros barranqueros, la cotorra argentina (Myiopsitta monachus), patos criollos (especialmente Cairina moschata) y patos sirirís, gallaretas como la Fulica leucoptera, teros, chajás, lechuzas como la lechuza de campanario (Tyto alba) o la caburé (Glaucidium nanum) , biguás (Phalacrocorax brasilianus), catitas, cuervillos de cañada, cotorras (Myiopsitta monachus), loros barranqueros, palomas torcacitas (Columbina picui), torcazas (Zenaida auriculata), picazurós (Columba picazuro), pechos colorados (Sturnella superciliaris), la urraca americana o pirincho, el gavilán mixto (Parabuteo unicinctus), el halcón peregrino (Falco peregrinus), el sur de la región pampeana es el límite meridional de las migraciones del aguilucho langostero y las golondrinas (Hirundo rustica). Hasta fines del siglo XIX abundaban los ñandúes (Rhea americana). 

Entre las especies de pájaros (muchas de ellas casi exterminadas a inicios del presente s XXI por ser consideradas "plagas" para la agricultura, especialmente la del monocultivo de soja o soya transgénica) se encuentran las golondrinas; los churrinches (Pyrocephalus rubinus), chingolos ( Zonotrichia capensis), los tacuaritas (Polioptilidae), los típicos horneros (Furnarius rufus) que por sus elaborados nidos han devenido en ave nacional de Argentina; los sietecolores (Tachuris rubrigastra), el jilguero argentino (Sicalis flaveola pelzelni), el zorzal (Turdus rufiventris), la calandria (Mimus saturninus), los cabecitas negras (Carduelis magellanica), los cardenales (Cardinalis cardinalis) como el cardenal (de allí su nombre popular) cardenal común o de cabeza roja o de penacho (Paroaria coronata) y en peligro de extinción cardenal amarillo (Gubernatrix cristata), los benteveos (Pitangus sulphuratus), tordos (Molothrus bonariensis), además de diversas especies de pájaros carpinteros etc, entre muchísimas otras especies, en riesgo de extinción, debido a la actividad humana o factor antrópico, hacia el año 2015 se encontraba la monjita dominicana (Xolmis dominicanus).

### Cuyo

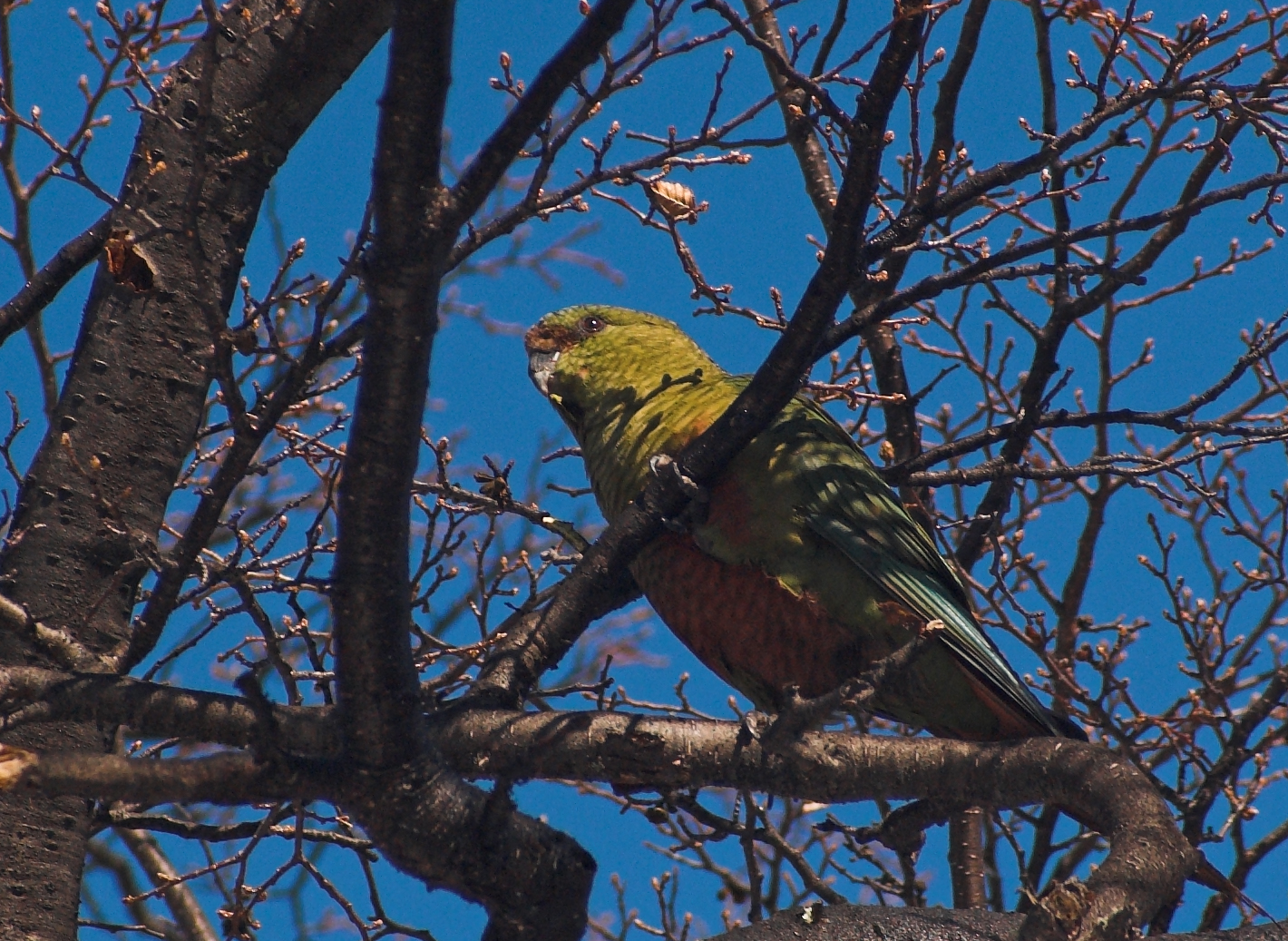
Catita (Enicognathus ferrugineus)

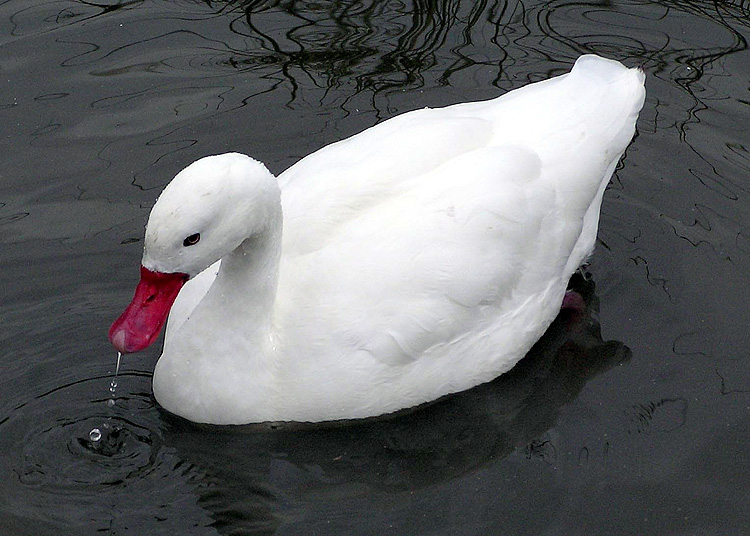
Cisne coscoroba

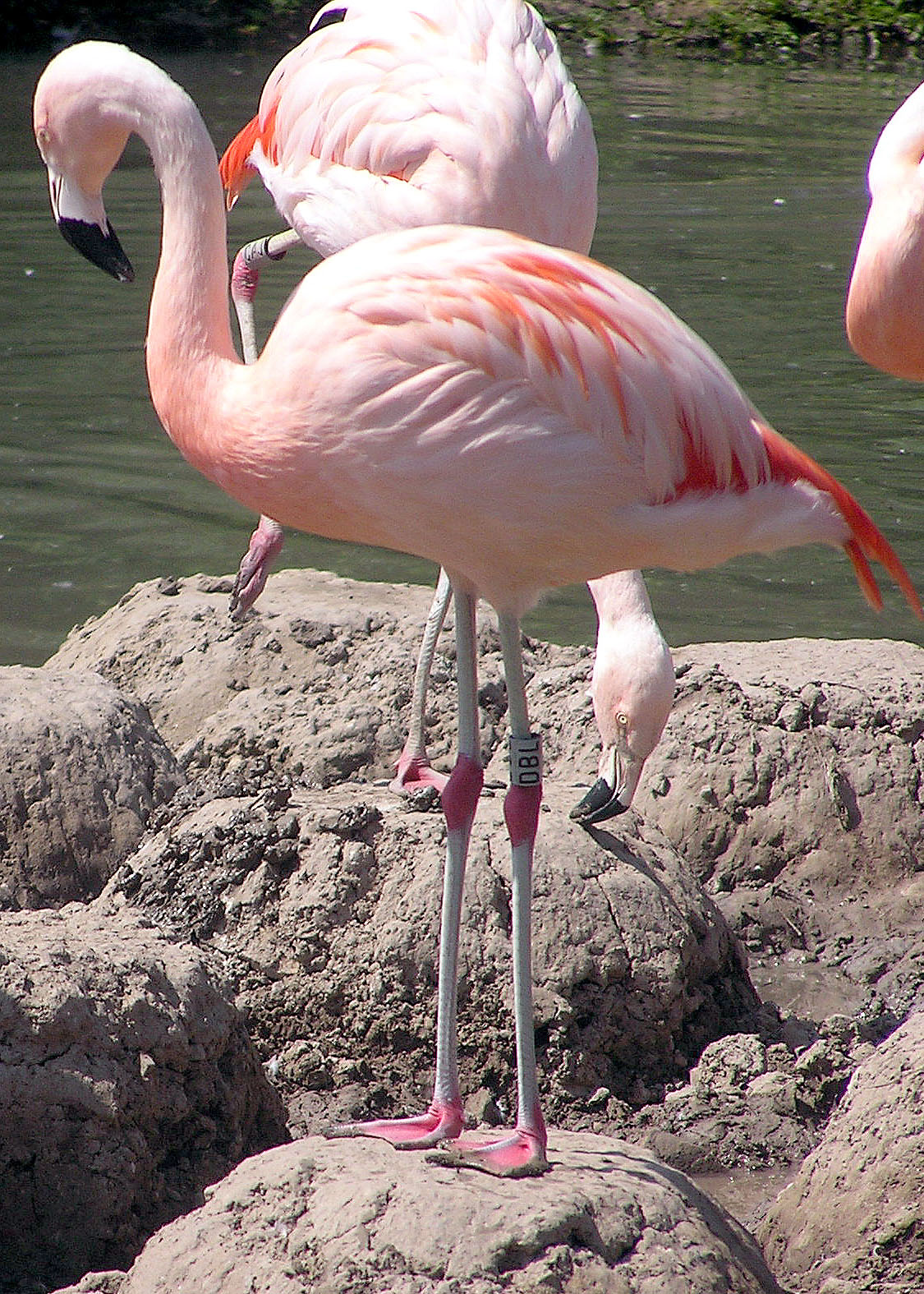
Dos flamencos o fenicópteros llamados también parinas

El Cuyo se trata de una región ecotonal entre la de la Puna y Noroeste Andino, la Pampeana y la Patagónica, por lo que se encuentran especies de esas regiones aunque con menor frecuencia. Entre los batracios se destaca el sapo andino (Bufo spinulosus); aparece el cóndor andino, el puma, el gato andino, la vicuña en el desierto altoandino, el zorro gris, el ñandú andino; el zorro colorado (Lycalopex culpaeus), el zorrino chico (Conepatus castaneus) y el guanaco en las travesías; también se encuentran, especialmente en las Sierras de San Luis , los límites suroccidentales de la corzuela parda (Mazama gouazoubira), el pecarí de collar (Tayassu tajacu), el zorro gris (Lycalopex gymnocercus), el gato de los pajonales (Leopardus colocolo),  el gato montés (Oncifelis geoffroyi) y el gato andino (Leopardus jacobitus). Allí también habitaban los yaguaretés y todavía quedan algunas manadas de venados pampeanos, así como es el límite septentrional de la mara patagónica, el occidental de la vizcacha y el meridional de la chinchilla, existen diversas especies de cuises (Microcavia australis, Galea musteloides) y tuco-tucos de la especie Ctenomys mendocinus, el huroncito (Lyncodon patagonicus), el sur de Mendoza es el extremo sur actual de difusión de la marmosa común (Thylamys pusillus). Entre los pájaros se encuentran el comesebo andino (Phrygilus gayi), el tachurí sietecolores (Tachuris rubrigastra), que no debe confundirse con el sietecolores pampeano o pampero.

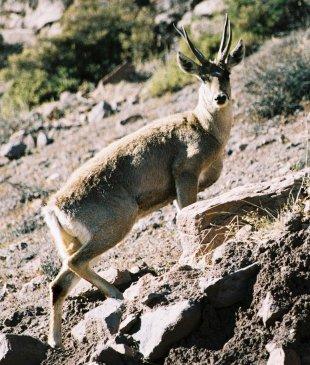
Taruca.

### Andes Patagónicos
El relieve de la Patagonia andina marcado por altas montañas, glaciares y abundantes lagos de origen glaciar caracteriza este bioma con densas florestas frías y húmedas de coníferas y fagáceas. En esta región era muy común el puma (Puma concolor), hoy son frecuentes los cóndores, águilas, loros, y son endémicos el gato güiña (Oncifelis guigna) el colo colo o gato montés andino (Leopardus colocolo) y el monito del monte (Dromiciops gliroides), el tucotuco y ciervos autóctonos como el huemul (Hippocamelus bisulcus), y el pudú (Pudu puda), uno de los ciervos más pequeños del mundo, más difícil de encontrar hoy en día es la comadrejita trompuda (Rhyncholestes raphanurus). En las aguas abundan salmónidos, la perca y los puyén grande (Galaxias platei) y puyén chico (Galaxias maculatus). En los lagos y ríos se encuentran el coipo (Myocastor coypus) así como una nutria auténtica: el huillín (Lontra provocax). Entre las aves aparecen el cisne coscoroba (Coscoroba coscoroba), el cisne de cuello negro (Cygnus melancoryphus), los psitácidos ("loros") llamados choroy Enicognathus leptorhynchus y cachañas Enicognathus ferrugineus, y el colorido pájaro carpintero grande o Campephilus magellanicus.

### Meseta patagónica

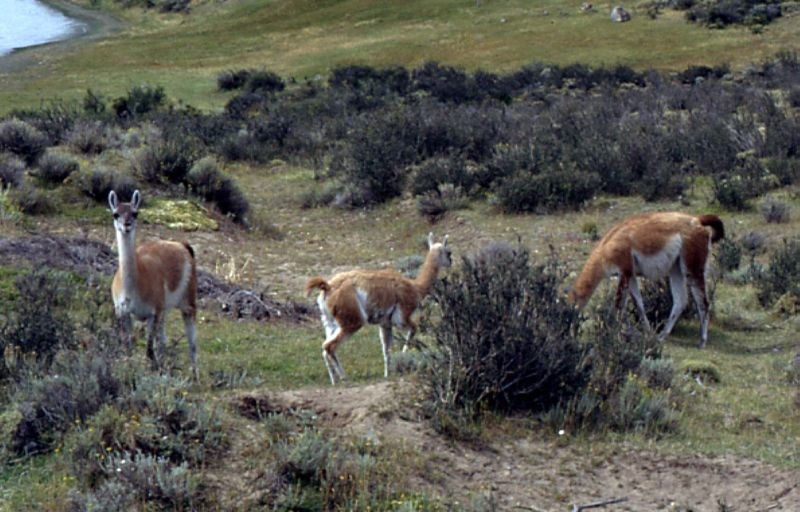
Guanacos ramoneando en el tusoc de estepa patagónica.

Bioma naturalmente estepario, semidesértico y desértico, con helados inviernos. Abundan en esta región el guanaco, la mara, el puma, y hasta mediados de s XIX[cita requerida] el yaguareté (en su sector norte). Entre las aves se destacan el cóndor (que hasta mediados del siglo XX llegaba hasta el Océano Atlántico en toda esta región)[cita requerida], y el choique (Rhea pennata). En las lagunas podemos encontrar al flamenco, el cisne de cuello negro y macáes como el macá tobiano a los que se suman diversas anátidas endémicas como son las diferentes especies de cauquenes ("avutardas del sur") o el ganso de Magallanes; son frecuentes las aves de rapiña y depredadoras tales como el carancho, caracara, chimango y aguilucho. En las estepas abundan la chilla o zorro gris patagónico, y el culpeo o zorro colorado (una especie de zorro de mayor alzada que todos los otros zorros), en las islas Malvinas abundaba otro cánido: el guará (Dusicyon australis) pero este cánido fue exterminado por los británicos durante la segunda mitad del siglo XIX. Las costas de esta región merecen párrafo aparte: en ellas abundan las colonias de diversas especies de pingüinos, así como lobos marinos y elefantes marinos (es decir: pinnípedos y focénidos), de las costas patagónicas australes es típico el chorlito ceniciento Pluvianellus socialis y el chorlito pampa o de pecho colorado (Pluvialis dominica). En las aguas costeras abundan los cetáceos tales como las toninas y los delfines como el cruzado (Lagenorhynchus cruciger), el austral (Lagenorhynchus australis) y el calderón común (Globicephala melas). Solo en las costas australes de Tierra del Fuego podremos llegar a encontrar alguna nutria marina o chungungo (Lontra felina).

### Región oceánica

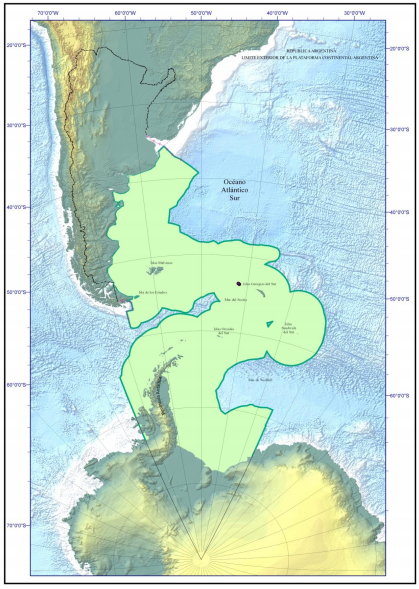
Mapa oficial de la plataforma continental argentina aprobada por las Naciones Unidas, como consecuencia de la Convención sobre el Derecho del Mar de 1995.

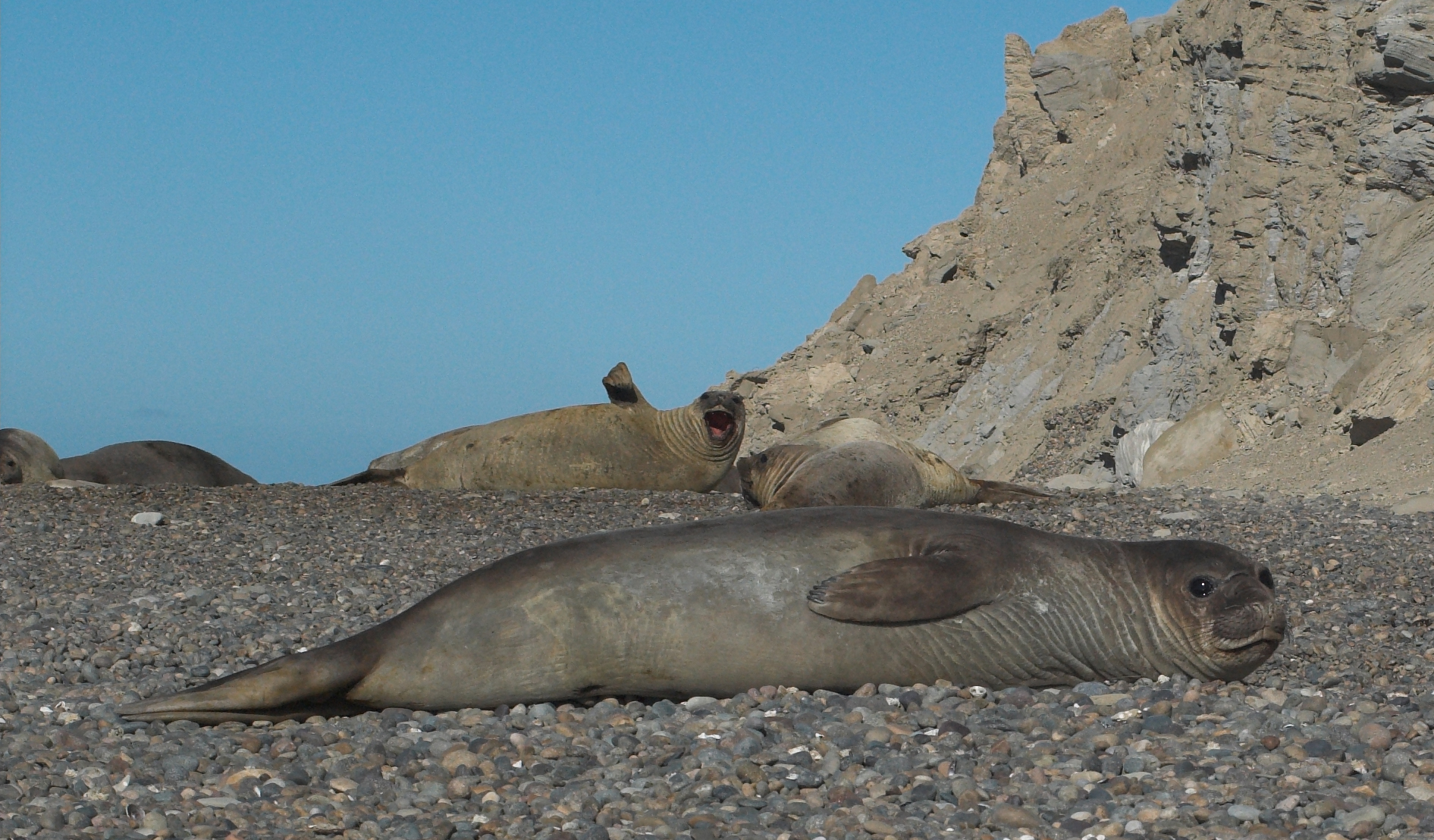
Hembras de elefante marino.

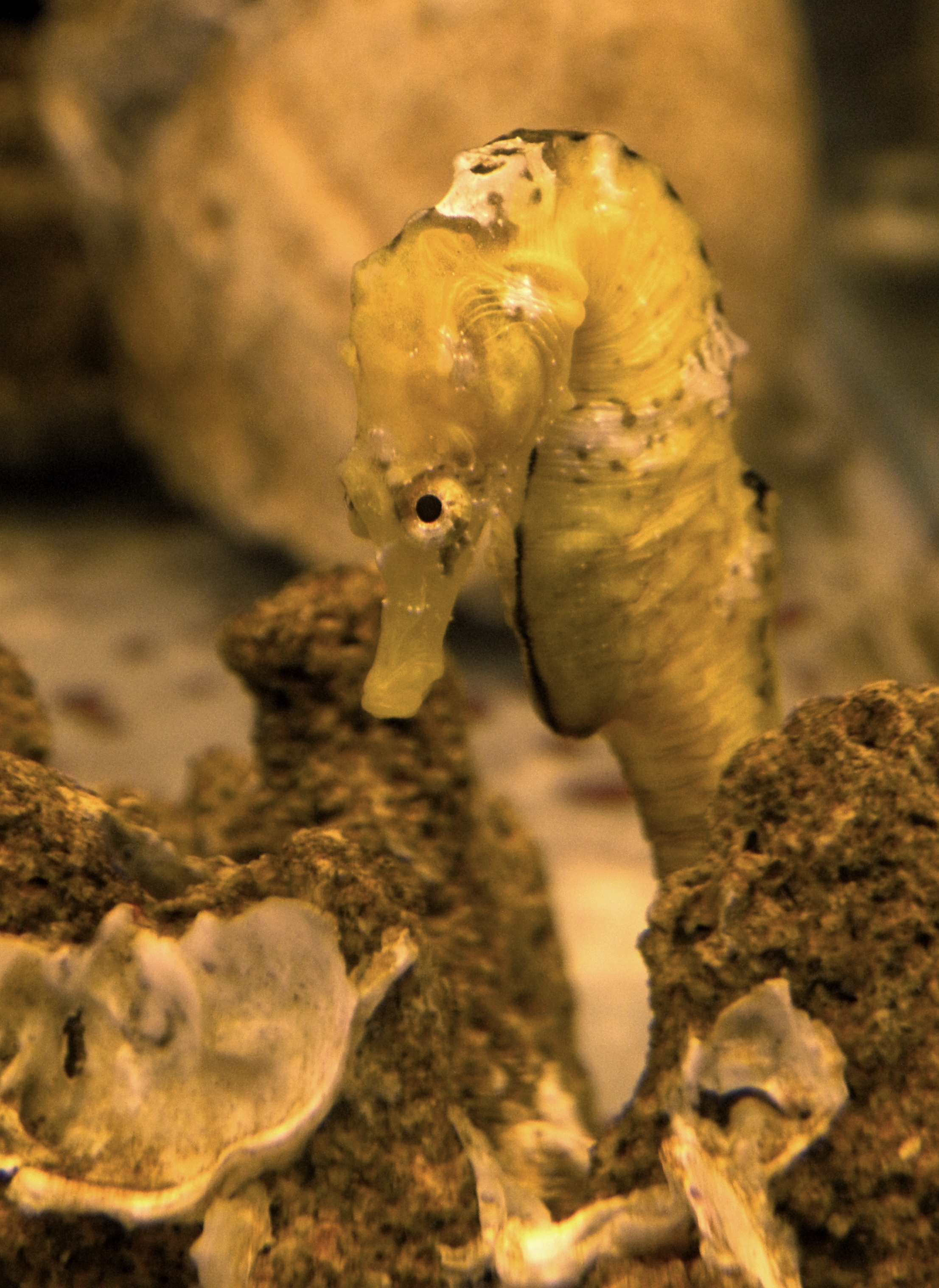
Caballito de mar o hipocampo patagónico en Las Grutas.

Tal extensísima región de casi 3 000 000 de km² cubierta por aguas marítimas, en algunos casos cabe al Océano Atlántico Sur y en otras al aun discutido por algunos Océano Glaciar Antártico, por esto abarca zonas, que como su nombre lo indica, son marítimas (por ejemplo) las propias del Mar Argentino y -acorde a las reclamaciones reconocidas aunque de reivindicaciones "congeladas" hasta que concluya el Tratado Antártico (zonas al sur del paralelo 60°S) en la Antártida Argentina, las del Mar de Weddell y la parte oriental del mar de Bellingshausen; en sentido estricto tal zona zoogeográfica incluye a todo el conjunto del bentos , zooplancton (como el kril) , así como a los cientos de variedades de medusas, moluscos, bivalvos como la almeja o almeja amarilla (Amarilladesma mactroides), crustáceos como los camarones, los langostinos o las centollas y diversas especies de cangrejos; peces y decenas de mamíferos pinnipedos, focoenidos y cetáceos, entre los que se destacan el animal más grande conocido en todas las épocas del planeta Tierra: la ballena azul, así como otros cetáceos conspicuos: ballena franca austral, yubarta, orca, cachalote pigmeo (Kogia breviceps) etc. Tal área fue muy depredada (especialmente afectando a pingüinos, focas y cetáceos entre la segunda mitad de s XIX y poco más de la segunda mitad de s XX por compañías pesqueras, peleteras y balleneras estadounidenses e inglesas), en la actualidad persiste la depredación en "alta mar" por parte de empresas extranjeras cuyas sedes centrales se ubican en varios otros países muy alejados de Argentina, tal pesca es sufrida particularmente por bancos de peces como los de la merluza (Merluccius hubbsi), las lachas (Brevoortia pectinata y Brevoortia aurea), las corvinas (en especial la corvina negra -Pogonias cromis-, corvina rubia -Micropogonias furnieri-), el cazón, el pez llamado saraca (Brevoortia aurea) especie de pez marino rico en nutrientes; el pez palo, el jurel, entre otros muchos peces de notable valor alimenticio como la brótola, la caballa (Scomber japonicus), cazón (Galeorhinus galeus), cornalito, falso salmón (Pseudopercis semifasciata), gatuzos (especialmente los peces de la especie Mustelus schmitti aunque existen otras especies que reciben según la localidad el mismo nombre popular), lisas (Mugil platanus), lenguados (en especial la variedad Catachyridium jenynsi), meros (Acanthistius brasilíanus), merluzas (en especial las especies merluza austral, merluza hubbsi, mojarra, merluza negra —o Dissostichus eleginoides—, merluza de cola —o Macruronus magellanicus), mero, palometa de mar (Parona signata), pescadilla, pez gallo (conocido también como pejegallo o "pez elefante" aunque también habita en aguas argentinas otra especie también llamada pez elefante, la Gnathonemus petersii), pez limón (Seriola lalandei), polaca (Micromesistius australis), sargo argentino o Diplodus argenteus, róbalos (como el róbalo patagónico o Eleginops maclovinus), sardina fueguina (Sprattus fuegensis), pejerreyes de mar (Odonthestes smitti, Odonthestes nigricans, Odontesthes argentinensis), tararira (que en lagos de agua dulce llega a alcanzar dimensiones gigantescas), salmones como el salmón pacífico (Oncorhynchus tshawytscha), el bacalao antártico (Dissostichus mawsoni), la chernia (Polyprion americanus) o el no muy alimenticio aunque sí estéticamente atractivo caballito de mar patagónico (Hippocampus patagonicus), escualos  como el escalandrún, y de cefalópodos como la pota y el pulpito patagónico (Octopus tehuelchus). Y  tortugas marinas como la verde (Chelonia mydas), la tortuga laúd (Dermochelys coriacea) y cabezona (Caretta caretta).

### Región Subantártica

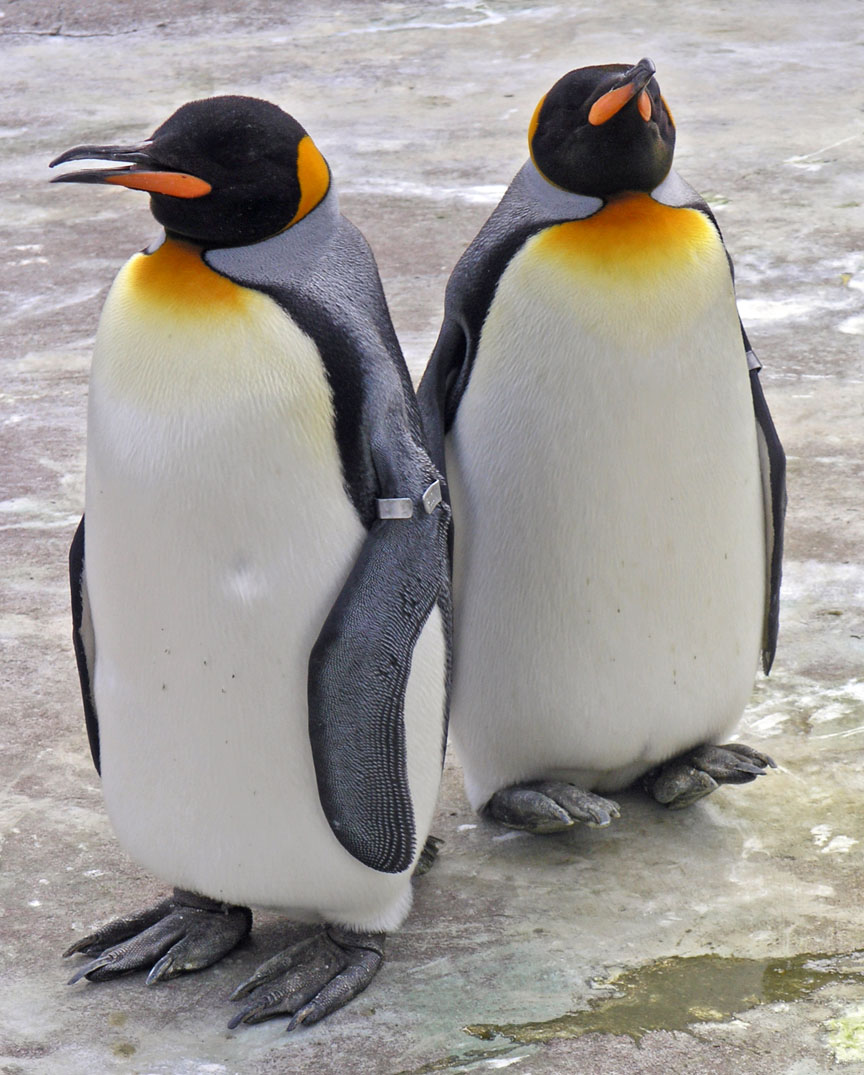
Pareja de pingüino rey en las Georgias del Sur o en alguna zona costera de la Patagonia argentina.

Incluye a zonas costeras del archipiélago fueguino y a todas las Islas del Atlántico Sur. Es una región ecotónica entre la patagónica extraandina y la antártica. La fauna de cuadrúpedos mamíferos autóctonos es inexistente (salvo el extinguido guará en Malvinas), abunda la fauna litoral de lobos marinos, elefantes marinos a los que se suman los leones marinos (Otaria flavescens) y leopardos marinos (Hydrurga leptonyx) , así como también abundan las colonias de varias especies de pingüinos, en las aguas abundan cetáceos como la ballena franca austral, la gigantesca ballena azul (el más grande de los animales conocidos), las orcas y diversos delphinidae entre los que se destacan las toninas, así como en la base de la red trófica, formando parte del zooplancton inmensos "bancos" de un casi microscópico crustáceo llamado krill. En las costas de Tierra del Fuego y en las proximidades del Estrecho de Magallanes e incluso las Malvinas se encuentran nutrias marinas.
Entre las especies de su rica avifauna, además de varias especies costeras de pingüinos, como el pingüino de Magallanes, el pingüino papúa también llamado pingüino gentú o pingüino de penacho (Pygoscelis papua), pingüino de penacho anaranjado (Eudyptes chrysolophus) , además de los mencionados se encuentran el saltarrocas (Eudyptes chrysocome) , el cauquén común, el cauquén real, el águila mora, el cóndor, el cisne de cuello negro, la cotorra austral o cachaña, la bandurria baya y el carpintero patagónico, el esqúa y especies de albatros y cormoranes y petreles. En sus aguas oceánicas y marinas se destacan muchos cetáceos por ejemplo la ballena jorobada o, yubarta (Megaptera novaeangliae) que en ocasiones ingresa al Río de la Plata.

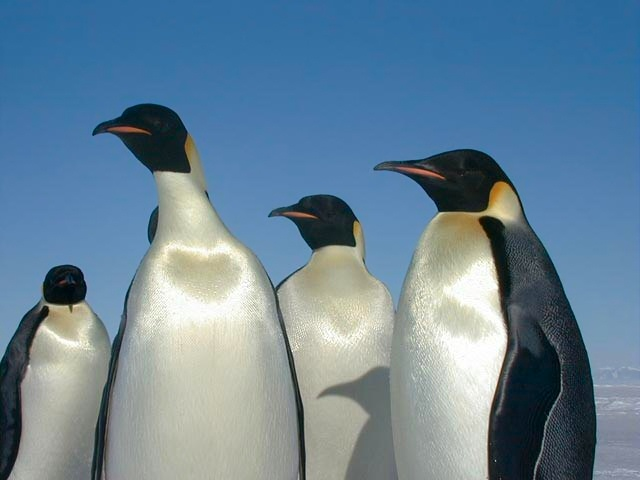
Pingüinos emperador.

### Región Antártica
Prácticamente todo el transpaís o interior de esta región es un desierto nival (desierto repleto de agua dulce pero "paradójicamente" extremadamente seco ya que el agua está siempre en estado sólido congelada en hielos y nieve) en donde sólo se encuentran microorganismos (a unos 500 km del Polo Sur la única vida autóctona pluricelular conocida es un diminuto ácaro rosado llamado Nanorchestes antarcticus). Por el contrario, el litoral durante el estío meridional está abundantemente poblado por pingüinos como el pingüino emperador (Aptenodytes forsteri), con una subespecie que alcanza el 1,7 m (En 1997 -y esto ratificado en el 2000-) cuando científicos argentinos descubrieron una subespecie de pingüino emperador cuyos ejemplares llegan a medir 1,70 m de estatura, que habitan en el sur de la isla Cerro Nevado, el pingüino barbijo (Pygoscelis antarctica), el de vincha o papúa (Pygoscelis papua) y el de ojo blanco o Adelia (Pygoscelis adeliae).
Entre los mamíferos anfibios se encuentran lobos marinos (Otaria flavescens) y leopardo marino (Hydrurga leptonyx), focas de Weddell (Leptonychotes weddellii), focas cangrejeras (Lobodon carcinophagus) y focas de Ross (Ommatophoca rossii), entre los cetáceos abundan las orcas, las ballenas francas australes, ballenas de Minke (Balaenoptera acutorostrata), cachalote (Physeter macrocephalus) y la ballena azul (Balaenoptera musculus).
Entre la avifauna volátil se cuentan la paloma antártica (Chionis alba), los cormoranes como el cormorán imperial (Phalacrocorax atriceps) y el cormorán antártico (Leucocarbo bransfieldensis), petreles como el petrel gigante (Macronectes giganteus), el petrel antártico (Thalassoica antarctica) y el blanco (Pagodroma nivea), albatros, skúas o escúas como el polar (Stercorarius maccormicki), gaviotas y charranes.
Entre los peces antárticos llaman la atención aquellos que pueden vivir en aguas por debajo de 0 °C (en las aguas gélidas el punto de congelación del océano y los mares baja hasta -2 °C debido a la mayor densidad de sales), particularmente los pertenecientes a la familia Nototheniidae Dissostichus mawsoni (bacalao antártico), y especies de genuinos bacalaos como los Trematomus bernacchii y Trematomus hansoni cuya sangre y demás humores poseen glicoproteínas anticongelantes.

## Fauna de origen alóctono aclimatada en Argentina
Gran parte de la fauna Argentina fue traída por los inmigrantes europeos, procede de la Región holártica en fechas posteriores a 1492, en particular del sector llamado Región paleártica, es decir desde la mayor parte de Eurasia. La aclimatación de estas especies se debe a que los biomas naturales argentinos en gran medida son similares a los de Europa y Eurasia en general.
Casi la totalidad de los perros y gatos domésticos proceden de Eurasia sin embargo se han encontrado restos fósiles de perros domésticos peludos que habitaban el territorio argentino hace por lo menos 1000 años, tales perros precolombinos parecen haber desaparecido al mezclarse con los perros introducidos por los europeos. Aun cuando en Argentina los yámana hubieran domesticado el culpeu o culpeo creando una raza autóctona de "perro" llamado perro fueguino, perro entre comillas ya que a diferencia de los auténticos perros éste no descendía del lobo.
Todos los equinos hoy existentes en Argentina son de origen eurasiático, dándose la paradoja de que durante el pleistoceno existieron grandes tropillas de "caballos" autóctonos, los cuales habrían desaparecido -pareciera- por epizootias. En todo caso, los españoles introdujeron los primeros caballos del tipo actual como el Caballo Criollo Argentino y el Caballo Polo Argentino, vacunos, perros (en un principio perros de caza y perros de combate además de ratoneros como el bodeguero andaluz), cerdos ( comúnmente llamados en Argentina: "chanchos"), ovinos, caprinos, gatos domésticos, asnos (llamados comúnmente en Argentina: burros) y gran variedad de gallináceas domésticas y palomas mensajeras como la Columba livia. Tal irrupción de nuevas especies directamente traídas desde Europa ocurrió hace prácticamente ya medio milenio, por lo que hoy resulta muy difícil considerar "alóctonos" a los animales mencionados, en efecto, a poco de ser introducidos, y al encontrar nichos ecológicos vacíos por la desaparición de la megafauna pleistocénica, el número de animales procedentes de Europa y la cuenca del Mediterráneo se multiplicó de un modo prodigioso, especialmente en la Región Pampeana que presenta elementos ecológicos similares a los de la Europa templada y meridional. De este modo las tropillas de caballos salvajes, las greyes de vobinos y las jaurías de "perros cimarrones" fueron enormes ya en el s XVII (gran parte del acervo genético del perro de pelea cordobés y luego su actual descendiente el molosoide dogo argentino proceden de los perros de guerra luego cimarronizados importados por los conquistadores españoles), algo similar sucedió con los caprinos en las zonas montañosas del centro y norte del país.
Basta leer el informe del teniente coronel inglés Holland durante las Invasiones inglesas, o los comentarios de viajeros y naturalistas como Charles Darwin, Félix de Azara, Alcide d'Orbigny, Aimé Bonpland, Thaddeus Haenke, Martin de Moussy, Concolorcorvo, Hermann Burmeister etc. para dar fe de su sorpresa ante la proliferación y aclimatación de vacunos, equinos, ovinos, caprinos y perros en el territorio argentino. Es así que surgieron especies "criollas", como el excelente caballo criollo, con innegables orígenes andaluces aunque con una contextura tan curiosa que se supone tiene algunos genes de asno a través de alguna mula excepcionalmente fértil (el noroeste argentino era territorio de cría de mulas para el transporte en zonas montañosas de las producciones mineras del Alto Perú).
Una segunda etapa de introducción -casi- masiva de especies alóctonas ocurre desde la segunda mitad de s XIX, muchos " estancieros" quisieron practicar las "artes venatorias" típicas de Europa y es así que con fines cinegéticos se introdujeron jabalíes, y grandes ciervos como el ciervo colorado o los ciervos axis y dama, también se introdujeron cabras de Angora, faisanes y pavos, así como los conejos particularmente el llamado conejo Castilla (Oryctolagus cuniculus) y liebres europeas (Lepus europaeus), e incluso, a partir de 1865, el gorrión (Passer domesticus), pájaro que es de los más frecuentes en Argentina. Con fines similares, aunque ya en los inicios del siglo XX se introdujeron renos en Tierra del Fuego y las islas Georgias del Sur, castores (Castor fiber canadensis) , visones americanos (Mustela lutreola vison) y ratas almizcleras (Ondatra zibethicus) -éstas en 1948 casi coetánemente a los castores- en Tierra del Fuego, búfalos y antílopes en la región chaqueña. En diversos sitios, y en especial en la región pampeana próxima a la ciudad de Buenos Aires durante los 90's del s XX se introdujeron -y desde entonces han prosperado- las ardillas de vientre rojo vulgarmente llamadas "ardillas japonesas" (Callosciurus erythraeus) y los estorninos.

## Especies extintas o en grave peligro

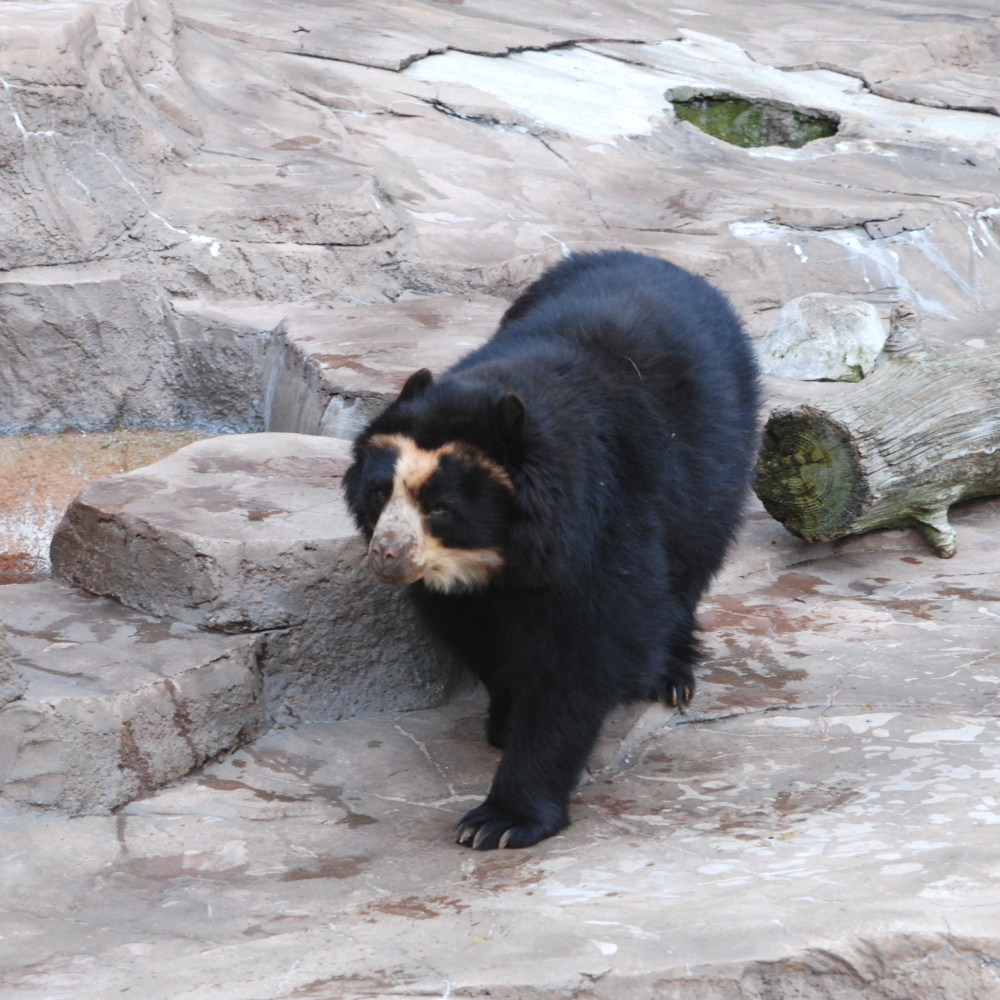
Oso de anteojos que también recibe los nombres de oso andino, oso frontino, etc., es el único ursido del Hemisferio Sur, aunque llega a habitar las yungas del Norte Argentino (principalmente en el Parque nacional Baritú y zonas anejas), aún se encuentra en grave peligro de extinción.

Casi la totalidad de las extinciones de especies modernas se ha debido directa o indirectamente a la acción humana es decir: en el Antropoceno. La primera extinción importante de especies se produjo hace aproximadamente entre unos diez mil a 8500 años antes del presente con la llegada del Homo sapiens al sur del continente americano durante el Pleistoceno. La extinción de especies está encuadrada dentro de la global extinción masiva del Holoceno; tal extinción afectó principalmente a la megafauna. Bruscos cambios climáticos modificaron los hábitats provocando la extinción de aquellas las especies más sensibles a los cambios, sin capacidad de migración o adaptación. La megafauna es particularmente vulnerable ya que los animales de grandes proporciones suelen tener pocas crías, es decir una baja tasa de reposición.
Entre las especies desaparecidas entonces cabe mencionar a paquidermos como el mastodonte (Stegomastodon superbus) el cual llegó a sobrevivir en la región pampeana hasta hace unos tres mil años[cita requerida], osos gigantes como el Arctodus o el oso de las pampas (Arctotherium bonariensis), el tigre dientes de sable (no confundir con el tigre marsupial del Mioceno); Toxodon platensis; equinos como el Hippidion bonariensis (cuyos restos han aparecido como parte de alimento para los humanos en varios sitios como el de Los Toldos en la provincia de Santa Cruz y el de Arroyo Seco en la provincia de Buenos Aires)[cita requerida]; armadillos gigantes como el Pampatherium; especies semejantes a los armadillos aunque del género Glyptodontidae: gliptodonte (en especial la especie Doedicurus clavicaudatus y Doedicuris, de gran tamaño que hace 8000 años coexistió con los seres humanos. Camélidos gigantes como la palaeolama y la macrauchenia (Macrauchenia patachonica) perteneciente al extinto género Litopterna. Neochoerus (carpincho gigante) cuyo antecesor parece haber sido (muchos millones de años antes) el mayor roedor conocido del planeta: el Josephoartigasia monesi; perezosos gigantes como el megaterio, scelidotherium, Glossotherium, Lestodon, el Morenelaphus o ciervo del pleistoceno, el Mesotherium y el milodonte que quizás se asocia a un animal mítico llamado succarath por los pueblos indígenas. La otra importante desaparición masiva de especies por causas antrópicas se produjo a partir del s XVI con la llegada de los europeos, esta extinción de especies o -en todo caso su puesta en peligro de extinción- se debió más que a la caza, a la competencia con las especies traídas por los conquistadores, en tal sentido los perros cimarrones implicaron un muy serio peligro para otras especies.
Sin embargo es recién a partir de la segunda mitad de s XIX que se producen matanzas masivas de animales silvestres, en muchos casos por ser considerados "plagas" para la agricultura y la ganadería, en otros por la obtención a nivel industrial (masivo) de recursos a partir de ellos (pieles, aceites, plumas etc.). Así fueron extinguidos el guará (Dusicyon australis -los británicos lo exterminaron por su piel y porque lo consideraban un peligro para los rebaños de ovejas que habían importado, notar que la mayoría de las ovejas traídas por los ingleses eran de la especie de origen español llamada en Argentina con el nombre de merino), el chorlo polar (Numenius borealis) -el chorlo polar era un ave que migraba desde Alaska y Canadá, su extinción fue producida principalmente en los Estados Unidos-, y el guacamayo azul (Anodorhynchus glaucus). Una especie cuyos ancestros eran eurasiáticos aunque criolla argentina fue la vaca ñata extinguida al parecer a inicios de siglo XX (una de las explicaciones para la extinción de tan singular bóvido se encuentra en la mezcla con especies traídas desde Europa (Shorthorn, Hereford, Abeerden-Angus, Holando Holstein etc.) a fines de siglo XIX e inicios de siglo XX.
A inicios del presente siglo XXI hay unas 400 especies de mamíferos en el país, (En el año 2019 tras casi una década de estudio  se  descubrieron 15 nuevas especies de mamíferos argentinos) más de un cuarto (98 especies) está en peligro de extinguirse, casi todas por causas humanas. entre ellos: el  zorrino chaqueño o Conepatus carloschebezi, el  Oligoryzomys lanosus, murciélago de los bosques del sur. Así, también el  Oligoryzomys lanosus.
Al más grande se lo nombró Euryoryzomys australis,  y las especies de roedores: Miniakodon rumbolli, Miniakodon chebezi, Miniakodon azarae pautassoi, Macroakodon naranja, Macroakodon calel, Macroakodon calilegua, Oxymycterus contrerasi, Oxymycterus massoiai, Calomys apostoli, Calomys yunganus.
Casi al punto de la total extinción se encuentran en Argentina la nutria gigante, ariraí o lobo gargantilla (Pteronura brasiliensis), el perezoso bayo (Bradypus variegatus), el ucumari (Tremarctos ornatus), el tuco-tuco serrano (Ctenomys pundti), pava de monte alisera (Penelope dabbenei), el guacamayo verde (Ara militaris), guacamayo amarillo (Ara ararauna), el guacamayo rojo (Ara chloroptera), el chorlito ceniciento, el macá tobiano, carancho austral, y la chinchilla de cola corta (Chinchilla chinchilla), del mismo modo está en grave peligro el chorlito ceniciento de cuya población en las costas marinas de la Patagonia argentina (incluidas las islas Malvinas) se calculan en 2014 solo unos 1500 ejemplares.
Durante todo el s XX se redujeron drásticamente las poblaciones de muchas especies autóctonas de mediano y gran porte, de modo que aún se encuentran en grave riesgo -entre otras especies- el yaguareté, el pudú, el huemul, el venado de las pampas, la vicuña, la taruca, el ocelote, el aguara-guazú, etc en la actualidad muchos de los animales en más grave peligro de extinción han sido declarados monumentos nacionales, para preservarlos, por parte del Estado Nacional Argentino.
Un caso singular de especie extinta es la del perro polar argentino ya que fue una raza canina creada artificialmente para cumplir tareas en la Antártida Argentina y que se extinguió luego de que sus ejemplares fueran desarraigados de la Antártida.
En 2015 ya existían veinte (20) especies de animales bajo riesgo de extinción, muchas de ellas debido a la extensión masiva del cultivo masivo de soja o soya transgénica.

## Apéndice
Aunque todo el texto anterior da una muy buena y extendida reseña de la Fauna Argentina, todavía falta enumerar y elencar muchas más especies de aves, mamíferos, peces y reptiles ya que es enorme su cantidad en el territorio de Argentina (aunque en el caso de algunas especies como el macá tobiano su área de dispersión actual es pequeña y su cantidad de individuos es actualmente pequeña ) y en algunos casos todavía no están precisadamente taxononomizados o ni siquiera oficialmente descubiertos en los primeros tres lustros del presente siglo XXI, en tal caso es bueno observar la Fauna [y correspondiente Flora] en los diversos items del artículo Áreas naturales protegidas de Argentina, como por ejemplo en el caso del se citan, entre sus especies más conocidas, a la martineta común o perdiz copetona, al águila mora y al comesebo patagónico. Por tal motivo se recomienda ir a cada enlace o link de cada uno de los territorios expresados en el artículo llamado Áreas naturales protegidas de Argentina para recabar u obtener más info o información en detalle referente a la muy especial Fauna de Argentina.